# Adri Blok
Adriana Cornelia (Adri) Blok (Rotterdam, 22 december 1919 - aldaar, 9 januari 1990) was een Nederlandse beeldhouwster.

## Leven en werk
Blok genoot haar opleiding aan de academie voor beeldende kunst in Rotterdam, waar ze een leerling was van Gerard Hoppen. In 1947 vestigde ze zich in Rotterdam als beeldhouwer. 
Blok vervaardigde figuurvoorstelling, abstracte werken en diervoorstelling. Ze werkte zowel met hout, als brons, gesteente en beton. Ze was lid van de Rotterdamse Kunstenaarssociëteit en de Federatie van Verenigingen van Beroeps Beeldende Kunstenaars in Amsterdam.
Blok was een van de eerste beeldhouwers in Nederland die betonreliëfs maakte. Van de werkwijze van het door haar gemaakte reliëf voor het lyceum in de Rotterdamse wijk Charlois, deed zij in 1953 verslag in het vakblad Cement. Het was een voorstelling van de godin Pallas Athene met een uil als symbool van de wijsheid.

## Andere werken (een selectie)
- Koos Speenhoff, 1968 Rotterdam
- Twee kinderen, 1961 Rotterdam
- Het Indiaantje, 1960, Gouda
- Trommelslager, 1958 Rotterdam
- Winkelend meisje, Den Haag
- Jongen met hond, Capelle aan den IJssel
- Zonder titel, Rotterdam-Hillegersberg

## Fotogalerij

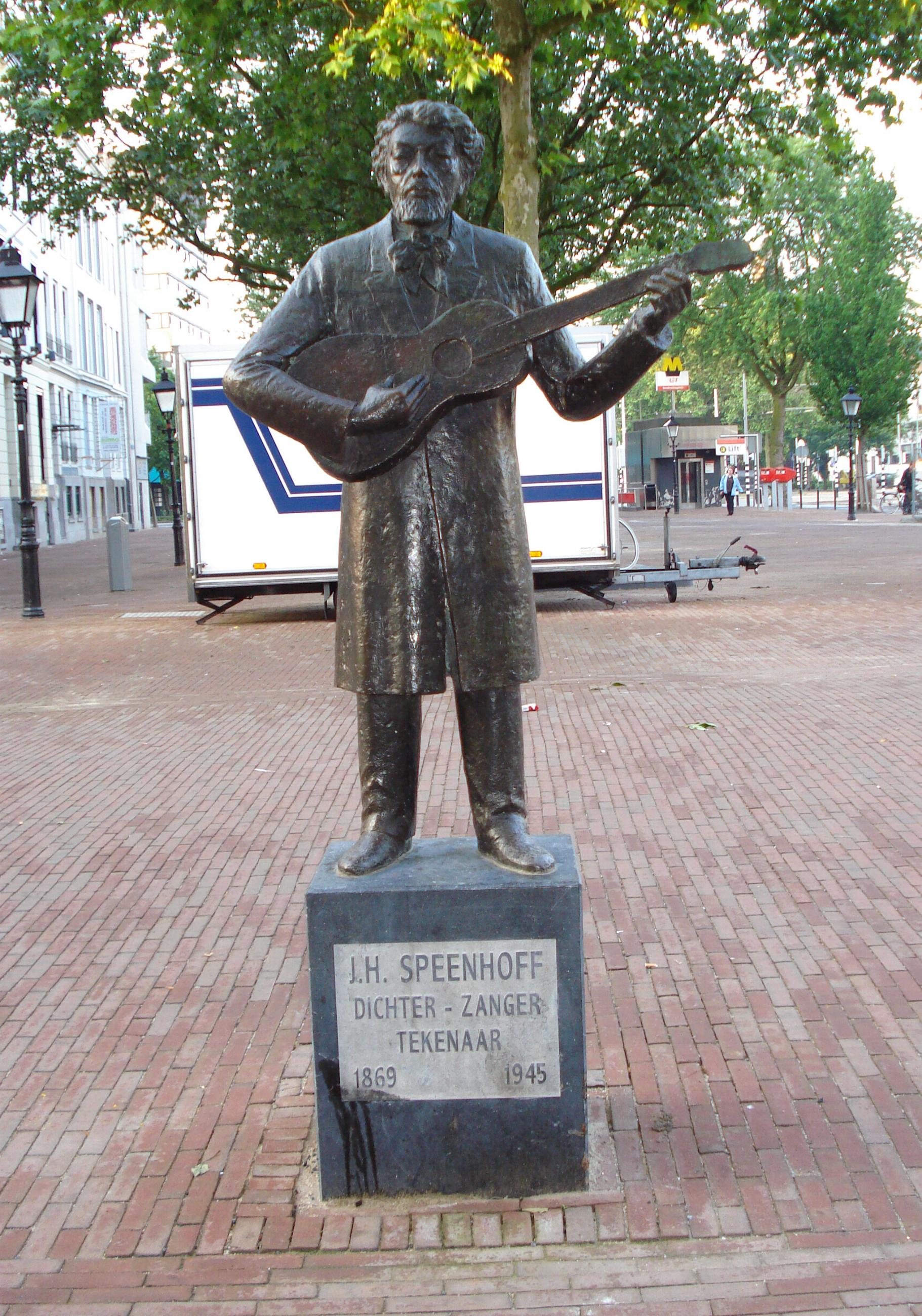
Koos Speenhoff, Rotterdam
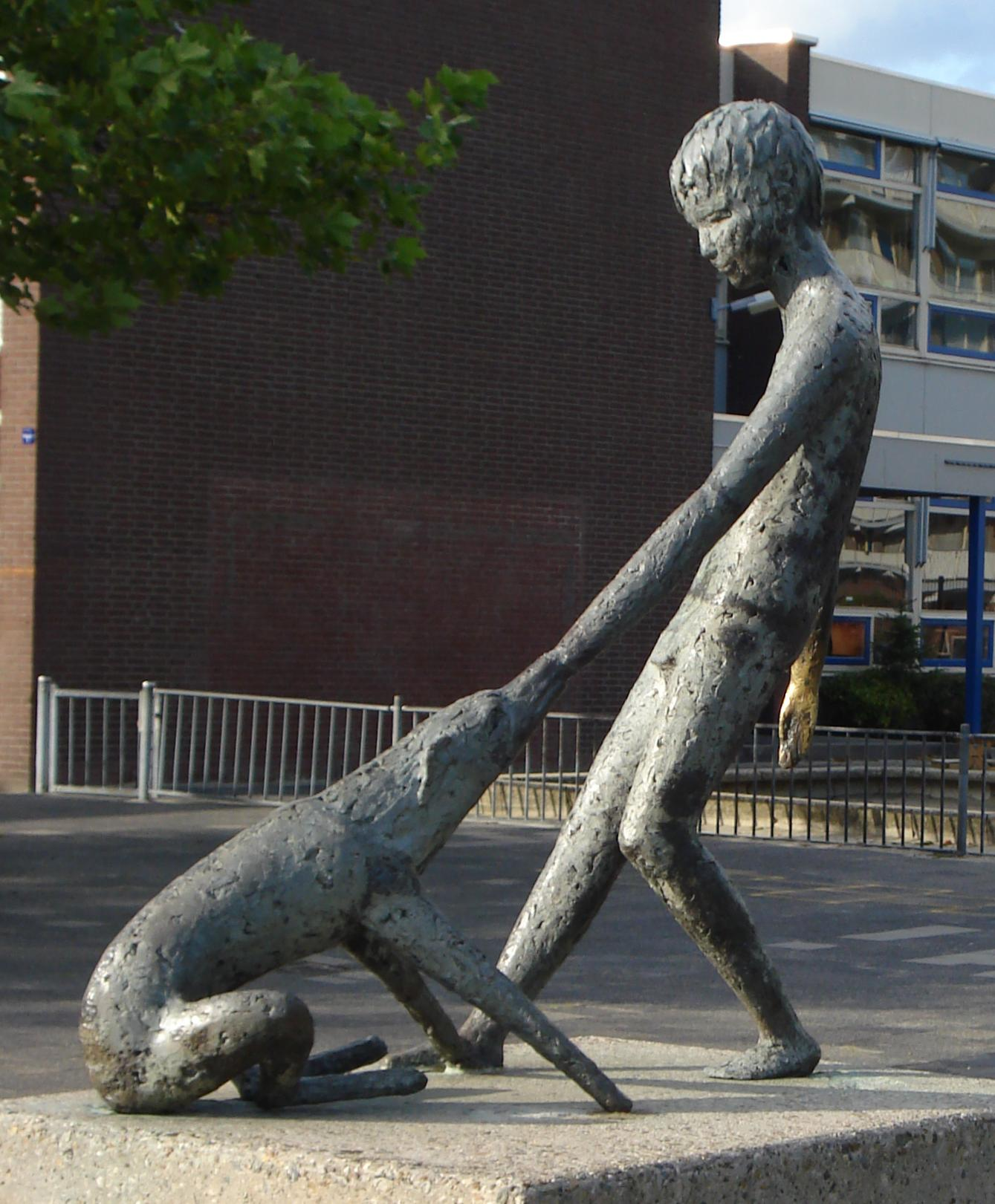
Jongen met hond, Capelle aan den IJssel
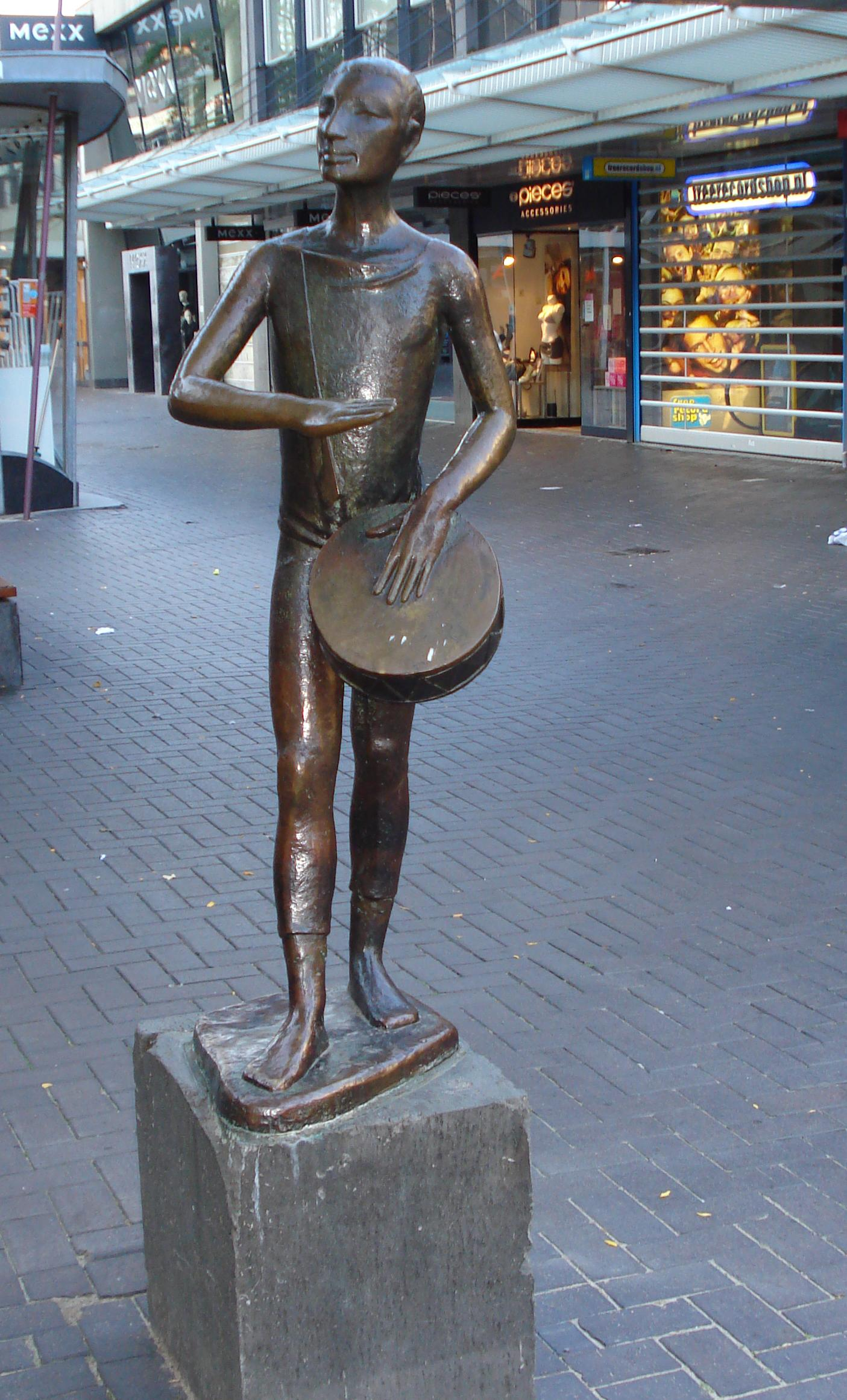
De trommelslager, Rotterdam
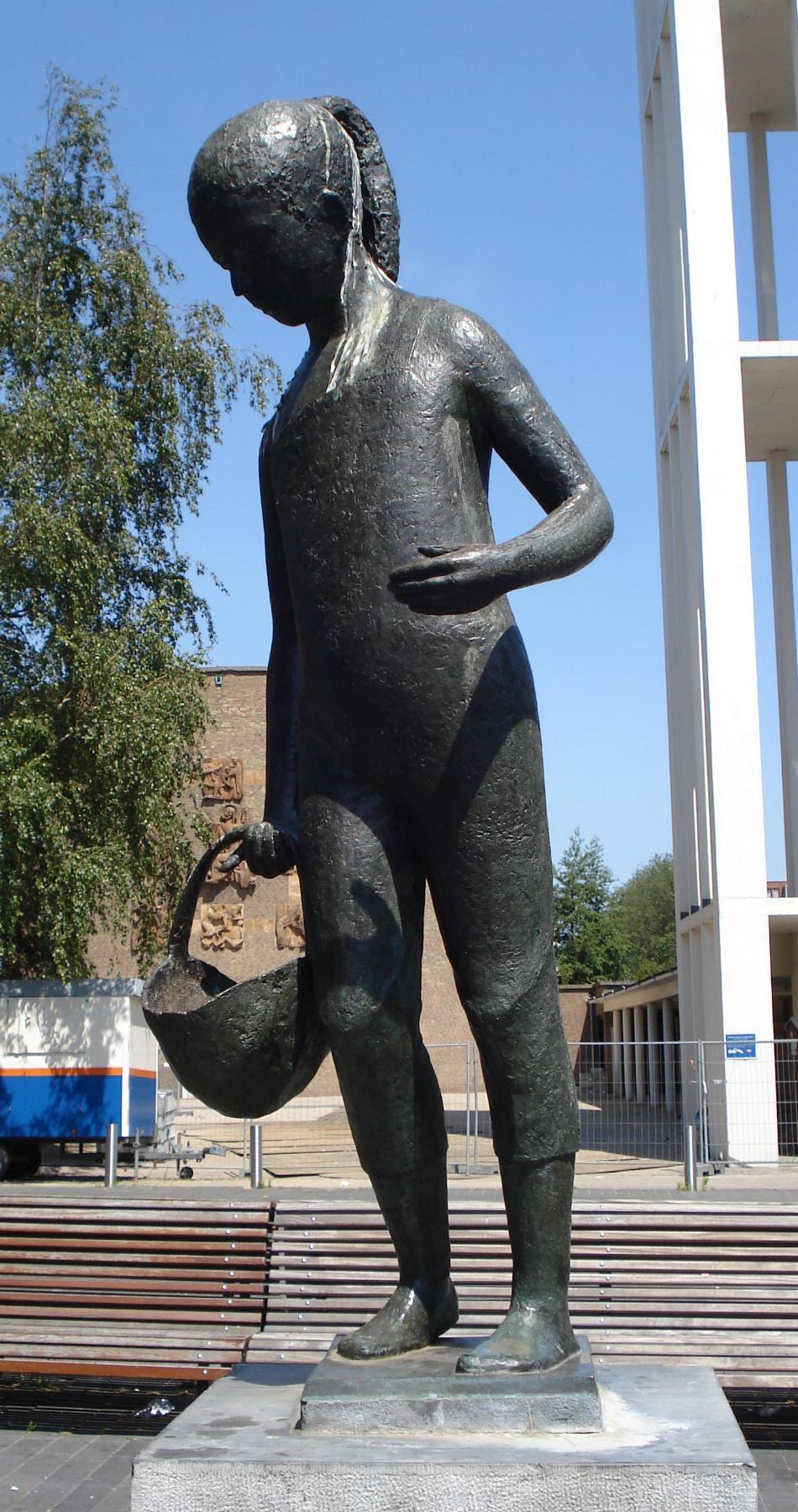
Meisje met mandje, Den Haag
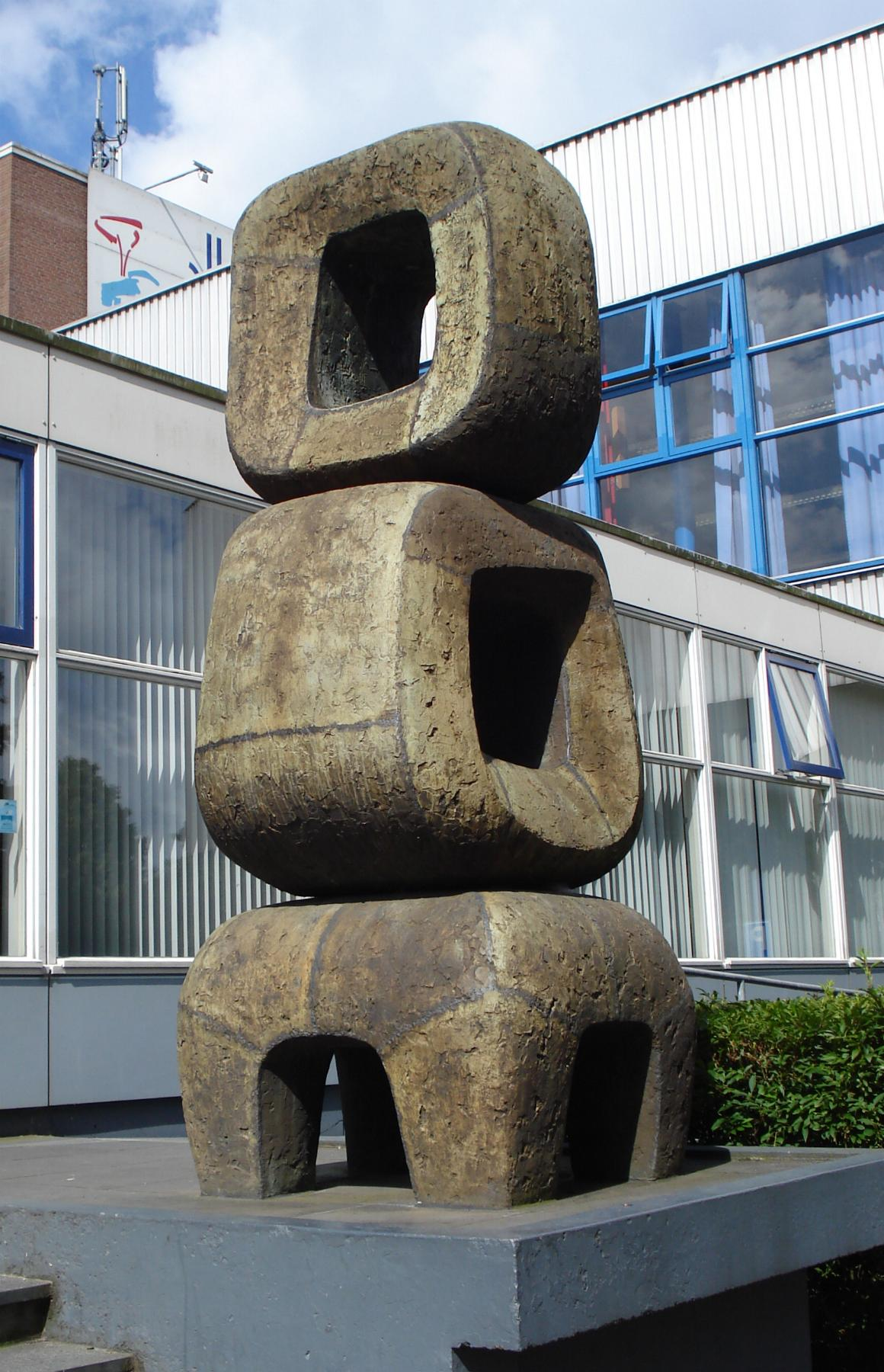
zonder titel, Rotterdam